# Eparquía de Stryi
La eparquía de Stryi (en latín: Eparchia Striensis y en ucraniano: Стрийська єпархія) es una circunscripción eclesiástica de la Iglesia católica en Ucrania. Se trata de una eparquía greco-católica ucraniana, sufragánea de la archieparquía de Leópolis de los ucranianos. Desde el 2 de abril de 2014 su eparca es Petro Loza, de la Orden de los Mínimos.

## Territorio y organización
La eparquía tiene 4124 km² y extiende su jurisdicción sobre los fieles católicos de rito bizantino greco-católicos ucranianos residentes en los siguientes raiones de la óblast de Leópolis: Stryi, Horodok, Zhydachiv, Myjolaiv y Peremyshliany y las ciudades de Stryi, Morshyn y Novyi Rozdil.
La sede de la eparquía se encuentra en la ciudad de Stryi, en donde se halla la Catedral de la Dormición de la Madre de Dios.
En 2020 en la eparquía existían 361 parroquias agrupadas en 15 decanatos: Belz, Brody, Busk, Dublyansky, Zhovkivsky, Kamyanka-Bug, Lopatinsky, Novoyarychivskyy, Olesko, Pidkaminskyy, Radekhiv, Rava-Ruska, Sokal, Tartakivskyy y Chervonohrad. 

## Historia
La eparquía de Sokal fue creada por el Sínodo de los Obispos de la Iglesia greco-católica ucraniana el 21 de julio de 2000, separando territorio de la
archieparquía de Leópolis. El 12 de octubre el papa Juan Pablo II dio su asentimiento a la creación de la eparquía.
Originariamente era sufragánea de la archieparquía de Leópolis, pero el 29 de agosto de 2005 entró a formar parte de la provincia eclesiástica de la archieparquía de Kiev.
El 20 de enero de 2010 el papa Benedicto XVI aceptó la declaración de impedimento del eparca Julian Gbur formulado por el Sínodo de la Iglesia greco-católica ucraniana debido al estado de salud del eparca. Aunque previsto por el derecho canónico (canon 233, parágrafo 1 del Código de los cánones de las Iglesias orientales), es un caso muy raro. Fue designado obispo auxiliar Taras Sen'kiv como administrador apostólico ad nutum Sanctae Sedis de la eparquía. 
El 21 de noviembre de 2011 fue retornada como sufragánea de la archieparquía de Leópolis.

## Estadísticas
Según el Anuario Pontificio 2021 la eparquía tenía a fines de 2020 un total de 296 168 fieles bautizados.
| Año                                                                             | Población            | Población | Población      | Sacerdotes | Sacerdotes    | Sacerdotes    | Bautizados por sacerdote | Diáconos permanentes | Religiosos | Religiosos | Parroquias |
| Año                                                                             | Bautizados católicos | Total     | % de católicos | Total      | Clero secular | Clero regular | Bautizados por sacerdote | Diáconos permanentes | Varones    | Mujeres    | Parroquias |
| ------------------------------------------------------------------------------- | -------------------- | --------- | -------------- | ---------- | ------------- | ------------- | ------------------------ | -------------------- | ---------- | ---------- | ---------- |
| 2000                                                                            | 235 562              | 475 900   | 49.5           | 214        | 185           | 29            | 1100                     |                      | 29         |            | 363        |
| 2001                                                                            | 320 000              | 420 000   | 76.2           | 190        | 183           | 7             | 1684                     |                      | 7          | 73         | 327        |
| 2002                                                                            | 320 000              | 420 000   | 76.2           | 196        | 186           | 10            | 1632                     |                      | 11         | 15         | 341        |
| 2003                                                                            | 319 043              | 420 000   | 76.0           | 202        | 195           | 7             | 1579                     | 1                    | 7          | 2          | 342        |
| 2004                                                                            | 317 220              | 420 000   | 75.5           | 215        | 208           | 7             | 1475                     | 1                    | 18         | 4          | 344        |
| 2009                                                                            | 382 000              | 422 000   | 90.5           | 220        | 206           | 14            | 1736                     | 4                    | 60         | 15         | 345        |
| 2010                                                                            | 378 887              | 419 500   | 90.3           | 225        | 211           | 14            | 1683                     | 6                    | 60         | 15         | 345        |
| 2014                                                                            | 305 041              | 397 217   | 76.8           | 251        | 248           | 3             | 1215                     |                      | 6          | 19         | 358        |
| 2017                                                                            | 301 422              | 395 145   | 76.3           | 266        | 263           | 3             | 1133                     |                      | 6          | 21         | 360        |
| 2020                                                                            | 296 168              | 388 851   | 76.2           | 280        | 278           | 2             | 1057                     |                      | 4          | 20         | 361        |
| Fuente: Catholic-Hierarchy, que a su vez toma los datos del Anuario Pontificio. |                      |           |                |            |               |               |                          |                      |            |            |            |

## Episcopologio
- Julian Gbur, S.V.D. † (21 de julio de 2000-24 de marzo de 2011 falleció)
  - Sede vacante (2011-2014)
- Taras Sen'kiv, O.M., desde el 2 de abril de 2014[nota 2]